# Hévilliers
Hévilliers település Franciaországban, Meuse megyében. Lakosainak száma 156 fő (2022. január 1.). Hévilliers Biencourt-sur-Orge, Couvertpuis, Dammarie-sur-Saulx, Morley, Naix-aux-Forges, Nantois, Tréveray és Villers-le-Sec községekkel határos.

## Népesség
A település népességének változása:
| Lakosok száma | 163  | 136  | 144  | 137  | 132  | 135  | 146  | 150  | 152  | 156  |
|               | 1968 | 1982 | 1990 | 2006 | 2013 | 2015 | 2017 | 2019 | 2020 | 2022 |